# 金川村 (福岡県田川郡)
金川村（かながわむら）は、福岡県田川郡にあった村。現在の田川市の一部。

## 地理
遠賀川の支流・彦山川流域に位置していた。

## 歴史

### 沿革
- 1889年（明治22年）4月1日 - 町村制の施行により、田川郡夏吉村、糒村が合併して村制施行し、金川村が発足[1][2]。
- 1933年（昭和8年）5月1日 - 田川郡伊田町に編入され廃止[1][2]。

## 産業
主要産業は米・麦などの農業、石炭採掘。

## 交通

### 鉄道
- 1899年（明治32年）- 九州鉄道 夏吉駅開設[1]
- 1911年（明治44年）- 糒駅から豊国炭鉱第2坑への引込線が営業開始[1]。

## 教育

### 小学校
- 1889年（明治22年）- 糒尋常小学校、金川尋常小学校に改称[1]。
- 1896年（明治29年）- 金川尋常小学校、夏吉に移転改築[1]。